# Robin Vik
Robin Vik (ur. 19 maja 1993 w Hradcu Králové) – czeski tenisista.

## Kariera tenisowa
Zawodowym tenisistą Vik był w latach 1998–2010.
Zwyciężył w sześciu imprezach singlowych i trzech deblowych o randze ATP Challenger Tour. W cyklu ATP World Tour najdalej awansował do półfinału w Petersburgu (2005), eliminując m.in. w ćwierćfinale Michaiła Jużnego. Pojedynek o udział w finale przegrał z Nicolasem Kieferem.
W rankingu gry pojedynczej najwyżej był na 57. miejscu (9 stycznia 2006), a w klasyfikacji gry podwójnej na 74. pozycji (8 stycznia 2007).

### Zwycięstwa w turniejach ATP Challenger Tour w grze pojedynczej
| Końcowy wynik | Nr | Data             | Turniej     | Nawierzchnia    | Przeciwnik      | Wynik finału   |
| ------------- | -- | ---------------- | ----------- | --------------- | --------------- | -------------- |
| Zwycięzca     | 1. | 6 lutego 2005    | Wrocław     | Twarda (hala)   | Michal Tabara   | 6:4, 6:3       |
| Zwycięzca     | 2. | 20 marca 2005    | Kioto       | Dywanowa (hala) | Pavel Šnobel    | 6:4, 6:4       |
| Zwycięzca     | 3. | 24 kwietnia 2005 | Nottingham  | Twarda          | Jonathan Marray | 6:3, 6:2       |
| Zwycięzca     | 4. | 14 sierpnia 2005 | Graz        | Twarda          | Roko Karanušić  | 6:4, 4:2 krecz |
| Zwycięzca     | 5. | 14 maja 2006     | Praga       | Ceglana         | Jan Hájek       | 6:4, 7:6(4)    |
| Zwycięzca     | 6. | 12 lipca 2009    | Oberstaufen | Ceglana         | Jan Minář       | 6:1, 6:2       |